# Compra circular
La compra circular es una estrategia de contratación pública o privada orientada a apoyar la transición hacia una economía circular. A diferencia de los modelos tradicionales de adquisición, que priorizan el menor costo inicial, la compra circular busca generar beneficios ambientales, sociales y económicos a largo plazo mediante la incorporación de principios circulares en todo el ciclo de vida de productos y servicios.

## Principios
La compra circular se basa en varios principios clave:
- Extensión de la vida útil: Prioriza productos duraderos, reparables y actualizables.
- Uso eficiente de recursos: Promueve materiales reciclados, reciclables y biodegradables.
- Modelos de servicio: Favorece el acceso o uso (alquiler, leasing, etc.) en lugar de la propiedad.
- Cierre de ciclos: Fomenta sistemas que aseguran la devolución, reutilización o reciclaje de los materiales.[3]

## Diferencias con la contratación tradicional
En el enfoque convencional, las decisiones de compra se basan principalmente en el costo inicial y la funcionalidad. En cambio, la compra circular incorpora criterios como:
- Coste total de propiedad (TCO, por sus siglas en inglés).
- Impacto ambiental y huella de carbono.
- Potencial de reutilización, reciclaje o remanufactura.
- Innovación en modelos de negocio sostenibles.

## Aplicaciones
La compra circular se puede aplicar a diversos sectores:
- Tecnología: Compra de equipos electrónicos diseñados para ser fácilmente actualizados o reciclados.
- Construcción: Selección de materiales reutilizables y diseño modular en proyectos de infraestructura.
- Textil: Contratación de uniformes fabricados con fibras recicladas y con servicios de devolución al final de su vida útil.
- Movilidad: Implementación de servicios de transporte compartido o flotas de vehículos eléctricos en régimen de leasing.

## Herramientas digitales en la compra circular
El uso de plataformas tecnológicas está ganando relevancia en la gestión de compras con enfoque circular. Estas herramientas permiten automatizar procesos, facilitar la trazabilidad de materiales y aplicar criterios de sostenibilidad de manera sistemática durante todo el ciclo de adquisición.
Diversas soluciones de software ofrecen funcionalidades que pueden apoyar la implementación de la compra circular, tales como:
- Sistemas de gestión del gasto: Plataformas como Coupa permiten integrar criterios ambientales, sociales y de gobernanza (ASG) en las decisiones de adquisición, así como hacer seguimiento del desempeño sostenible de los proveedores y analizar el ciclo de vida de los productos adquiridos.
- Herramientas de automatización de compras: Aplicaciones como ControlHub permiten centralizar y estandarizar solicitudes de compra, facilitando el control sobre el tipo de bienes adquiridos y la gestión eficiente de materiales, especialmente en sectores técnicos o de ingeniería donde el uso responsable de recursos es clave.[5]

Estas soluciones digitales contribuyen a que organizaciones públicas y privadas puedan implementar estrategias de compra más alineadas con los principios de la economía circular, mejorando la transparencia y la eficiencia en los procesos de adquisición.

## Beneficios
Entre las ventajas de adoptar un enfoque circular en las compras se incluyen:
- Reducción de residuos y emisiones de gases de efecto invernadero.
- Estímulo a la innovación y a la creación de nuevos modelos de negocio sostenibles.
- Ahorros económicos a largo plazo gracias a una mayor eficiencia de recursos.
- Impulso a mercados locales que ofrecen soluciones sostenibles y circulares.

## Retos
La implementación de la compra circular enfrenta varios desafíos:
- Falta de criterios claros y estandarizados para evaluar la circularidad.
- Dificultades en la medición del impacto a lo largo del ciclo de vida.
- Necesidad de cambiar mentalidades y procesos establecidos en las organizaciones.
- Limitada oferta de productos circulares en ciertos sectores.

## Marco normativo y políticas públicas
En algunos países, se han desarrollado políticas y normativas que promueven la contratación pública circular como parte de planes más amplios de economía circular y sostenibilidad. La compra circular se considera una herramienta clave para que los gobiernos lideren con el ejemplo y fomenten una demanda más sostenible.

## Casos destacados
- Países Bajos: Uno de los líderes mundiales en compras públicas circulares, con metas claras de neutralidad climática y de materiales para 2050.[9]
- Chile: A través de su plataforma de compras públicas, ha comenzado a incorporar criterios circulares en sus licitaciones.
- Unión Europea: Promueve activamente la compra circular como parte del Pacto Verde Europeo y los planes de acción de economía circular.

[[Categoría:Economía circular]]